# Minecraft Legends
Minecraft Legends is een computerspel ontwikkeld door Mojang Studios en Blackbird Interactive en uitgegeven door Xbox Game Studios voor de Switch, PlayStation 4, PlayStation 5, Xbox One, Xbox Series en Windows. Het strategiespel is uitgekomen op 18 april 2023.

## Spel
In Legends kan de speler mijnen verkennen, basissen bouwen en monsters verslaan. Het is ook mogelijk om de begroeide openwereld te verkennen. Het spel ondersteunt een co-op-modus waarin meerdere spelers samen missies kunnen spelen.

## Ontvangst
Het spel ontving gemengde en middelmatige recensies. Men prees de eenvoud van het spel, de balans tussen bouwen en afbreken, en het verbeterde grafische uiterlijk. Kritiek was er op de vele herhalende elementen en het gebrek aan uitdagende gevechten voor gevorderde Minecraft-spelers.
Op Metacritic, een recensieverzamelaar, heeft het spel een score van 71%.